# David Shaltiel

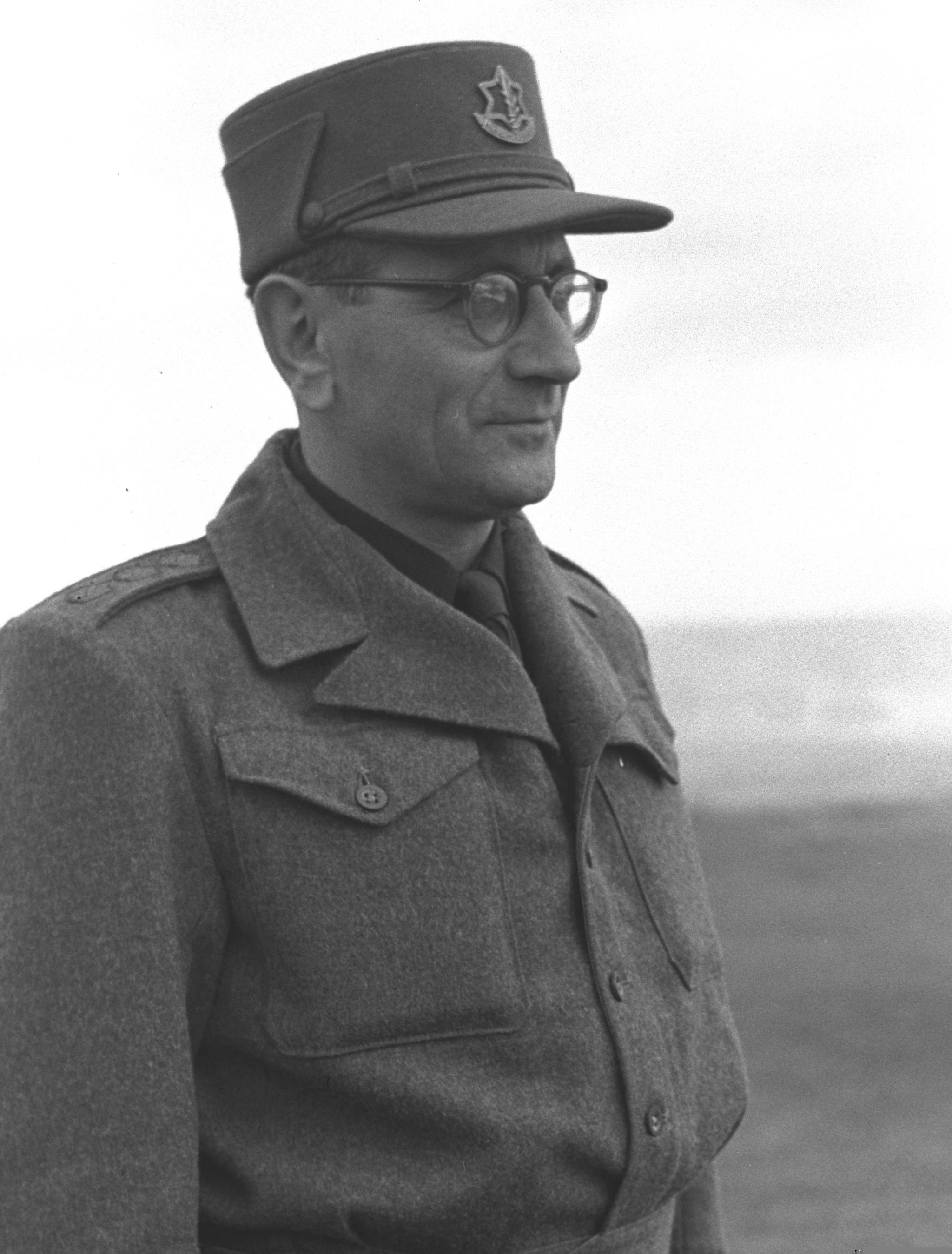
David Shaltiel 1949

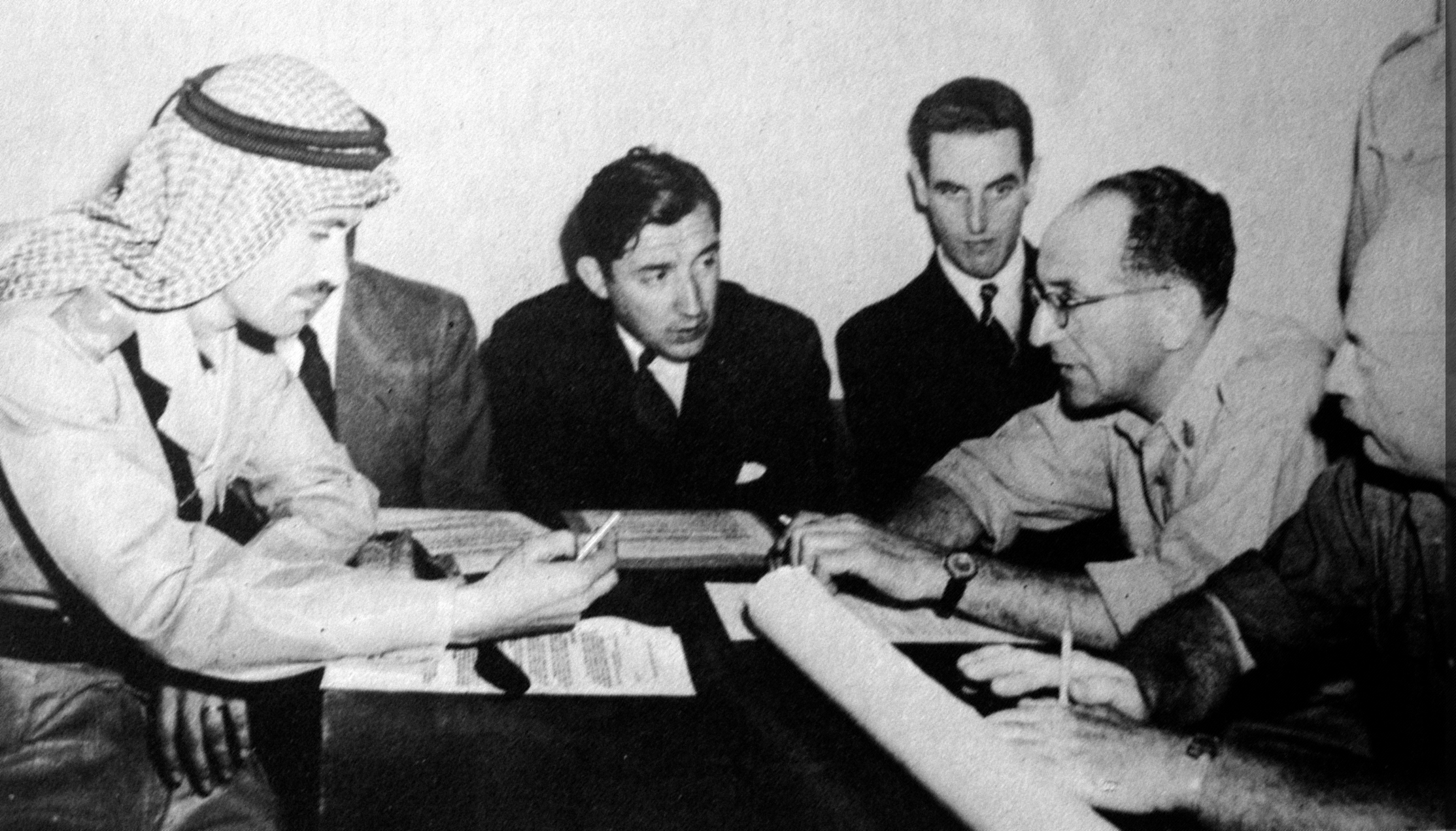
David Shaltiel in Verhandlungen mit Abdullah at-Tall

David Shaltiel (hebräisch דָּוִד שְׁאַלְתִּיאֵל Dawid Schəʾaltīʾel; * 16. Januar 1903 als David Sealtiel in Berlin; † 23. Februar 1969 in Jerusalem) war ein israelischer General und Diplomat.

## Leben und Wirken
David Shaltiel war der Sohn des Kaufmanns Benjamin Sealtiel aus Hamburg und dessen Ehefrau Helene Wormser aus Karlsruhe. Die ersten Jahrzehnte seines Lebens verliefen für ihn, der während der Jugendjahre als störrisch und rebellisch galt, ausgesprochen schwierig. Er absolvierte, mit vielen Komplikationen verbunden, die Talmud-Tora-Schule und arbeitete wiederholt erfolglos in Hamburg und Bremen. 1925 pflückte er im Völkerbundsmandat für Palästina Orangen. 1926 schloss er sich der Fremdenlegion an und lebte fünf Jahre in Nordafrika. 1931 verließ er die Legion und leitete eine kleine Fabrik für Druckereiausrüstungen in Frankreich. Später arbeitete er als Vertreter der Firma Royal Dutch Shell. Nach der Machtergreifung Hitlers entschied er in Metz, für den Verband Hechaluz tätig zu werden. 1934 reiste Shaltiel wieder nach Palästina und erhielt im Februar 1935 eine hauptamtliche Stelle als Funktionär der Untergrundorganisation Hagana, für die er Aufträge in Europa wahrnahm und insbesondere Waffen kaufte.
Die Gestapo nahm Schaltiel im November 1936 an der deutsch-belgischen Grenze fest und hielt ihn mehrere Monate in verschiedenen Konzentrationslagern, darunter im KZ Fuhlsbüttel, im KZ Dachau und im KZ Buchenwald, gefangen. Ende 1939 schoben ihn die Nationalsozialisten nach Palästina ab. Gerichte des britischen Mandatsgebiets verurteilten ihn hier aufgrund seiner Tätigkeiten im jüdischen Untergrund zum Tode, begnadigten ihn jedoch später. Schaltiel bekleidete in den Folgejahren hohe militärische Posten in Israel, zunächst als Kommandant von Haifa, ab Anfang Februar 1948 nach Ernennung durch David Ben-Gurion als Aluf der Hagana im damals belagerten Jerusalem. Als Generalmajor konnte er mehrere Ortsteile verteidigen und weitere erobern, verlor jedoch  Ostjerusalem. Nach Gründung des Staates Israel übernahm er bedeutende politische und diplomatische Aufgaben. Dazu gehörten die Posten des israelischen Botschafters in Mexiko, Brasilien und den Niederlanden.
Shaltiel wurde auf dem Herzlberg beigesetzt, seine Eltern auf dem Jüdischen Friedhof Langenfelde in Hamburg.